# Roestvleugelboomloper
De roestvleugelboomloper (Premnornis guttuliger) is een zangvogel uit de familie Furnariidae (ovenvogels).

## Verspreiding en leefgebied
Deze soort komt voor van Venezuela tot Peru en telt twee ondersoorten:
- P. g. venzeuelanus: noordwestelijk Venezuela.
- P. g. guttuliger: Colombia, Ecuador en Peru.

## Status
De grootte van de populatie is niet gekwantificeerd maar de soort wordt omschreven als schaars. Op de Rode lijst van de IUCN heeft deze soort de status niet bedreigd.